# 6150 Neukum
6150 Neukum eller 1980 FR1 är en asteroid i huvudbältet som upptäcktes den 16 mars 1980 av den svenske astronomen Claes-Ingvar Lagerkvist vid La Silla-observatoriet i Chile. Den är uppkallad efter tysken Gerhard Neukum.
Asteroiden har en diameter på ungefär 11 kilometer och den tillhör asteroidgruppen Hygiea.